# Edge of Sanity
 Edge of Sanity és una pel·lícula de Gérard Kikoïne dirigida el 1989. Es tracta d'una adaptació de la cèlebre novel·la de Robert Louis Stevenson, L'estrany cas del Dr. Jekyll i Mr. Hyde.

## Argument
La història es desenvolupa a Anglaterra del segle xix.
El doctor Jekyll, molt brillant metge, fa estudis sobre la cocaïna per tal d'extreure'n la molècula responsable de l'absència de cansament i de dolor. Se'n serveix d'altra banda ell mateix a petites dosis per tal de poder treballar durant hores sense sentir el menor cansament o baixada d'atenció. Les seves recerques es refereixen igualment a l'anestèsia gràcies a la cocaïna.
La seva vida és del tot normal, els seus amics metges i la seva dona el tenen en alta estima encara que tinguin dubtes sobre les seves investigacions.
Però un dia, tot es capgira. El petit simi amb qui el doctor Jekyll prova els efectes de les seves preparacions a base de cocaïna fa caure una solució experimental sobre un enorme recipient contenint la droga. El doctor Jekyll es precipita llavors per impedir el desastre però és massa tard, es desprèn fum i Jekyll n'inhala per accident una molt gran quantitat. És en aquest moment que la personalitat de Jekyll es desdobla i que Mr. Hyde veu el dia.
Aquesta dosi de cocaïna hauria del ser fatal, tanmateix, no en surt indemne. En efecte, l'enorme quantitat de droga inhalada ha tingut efectes intensos sobre el seu cervell i ha modificat irremeiablement la seva estructura, tornant-lo esquizofrènic i depenent de la seva cocaïna, que transformarà en free base llavors per poder fumar-la.
De dia, és el doctor Jekyll, aparentment normal però patint al·lucinacions i vertígens pel seu mal costat que és cada vegada més difícil de contenir. A la nit, és Mr. Hyde, quan para de lluitar contra el seu doble i desconnecta la part conscient del seu cervell.
Mr. Hyde es revela llavors tot el contrari de Jekyll. És un assassí sanguinari, fred, retorçat, calculador i pel qual les nocions de mort i de plaer són idèntiques. Recorre els carrers de Londres a la recerca de prostitutes per tal de sadollar els seus desigs...de mort. Troba igualment algunes persones molt tocades i les inicia a la cocaïna malgrat ells, en qualsevol cas al començament, tornant-los completament bojos i dependents.
Finalment, el pobre Dr. Jekyll s'enfonsarà cada vegada més en la bogeria i les barreres entre ell i Hyde s'acabaran esborrant. L'esbudellador podrà finalment reivindicar el seu dret a l'existència.

## Repartiment
- Anthony Perkins: Dr. Jekyll
- Glynis Barber: Elisabeth Jekyll
- Sarah Maur Thorp: Susannah
- David Lodge: Underwood
- Ben Cole: Johnny
- Ray Jewers: Newcomen
- Jill Melford: Flora
- Lisa Davis: Maria
- Noel Coleman: Egglestone